# Mickey Hargitay

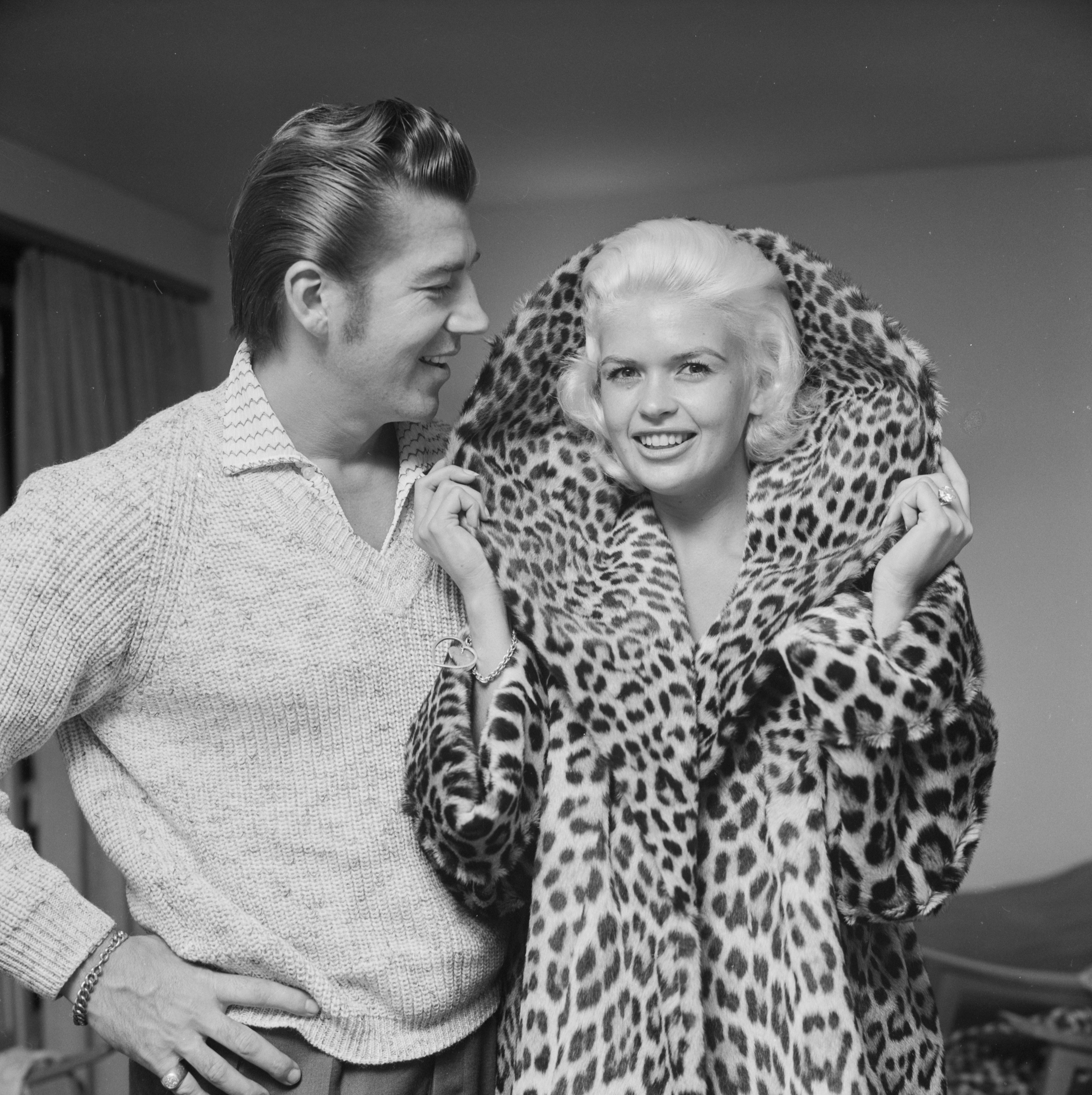
Mickey Hargitay mit Jayne Mansfield (um 1960)

Mickey Hargitay (* 6. Januar 1926 in Budapest, Ungarn; † 14. September 2006 in Los Angeles; eigentlich Miklós Hargitay) war ein ungarischer Bodybuilder und Schauspieler.

## Leben
Mickey (eigentlich Miklós) Hargitay stammte aus einer Artistenfamilie und trat zusammen mit seinem Bruder als Akrobat auf. Nach dem Zweiten Weltkrieg, an dem er als Untergrundkämpfer teilnahm, floh er 1947 in die USA, um sich der Wehrpflicht zu entziehen. Er ließ sich in Cleveland als Schlosser und Kaufmann nieder und heiratete seine erste Frau Mary Birge, die er bei einem seiner Auftritte kennengelernt hatte – der Ehe entstammte die Tochter Tina (1949). Schon immer sportlich (er war Fußballspieler und Eisschnellläufer), wurde er durch ein Illustriertencover von Steve Reeves angeregt, das Bodybuilden aufzunehmen. Schon 1955 wurde er zum Mister Universum gekürt. Ein Jahr später endete seine erste Ehe.

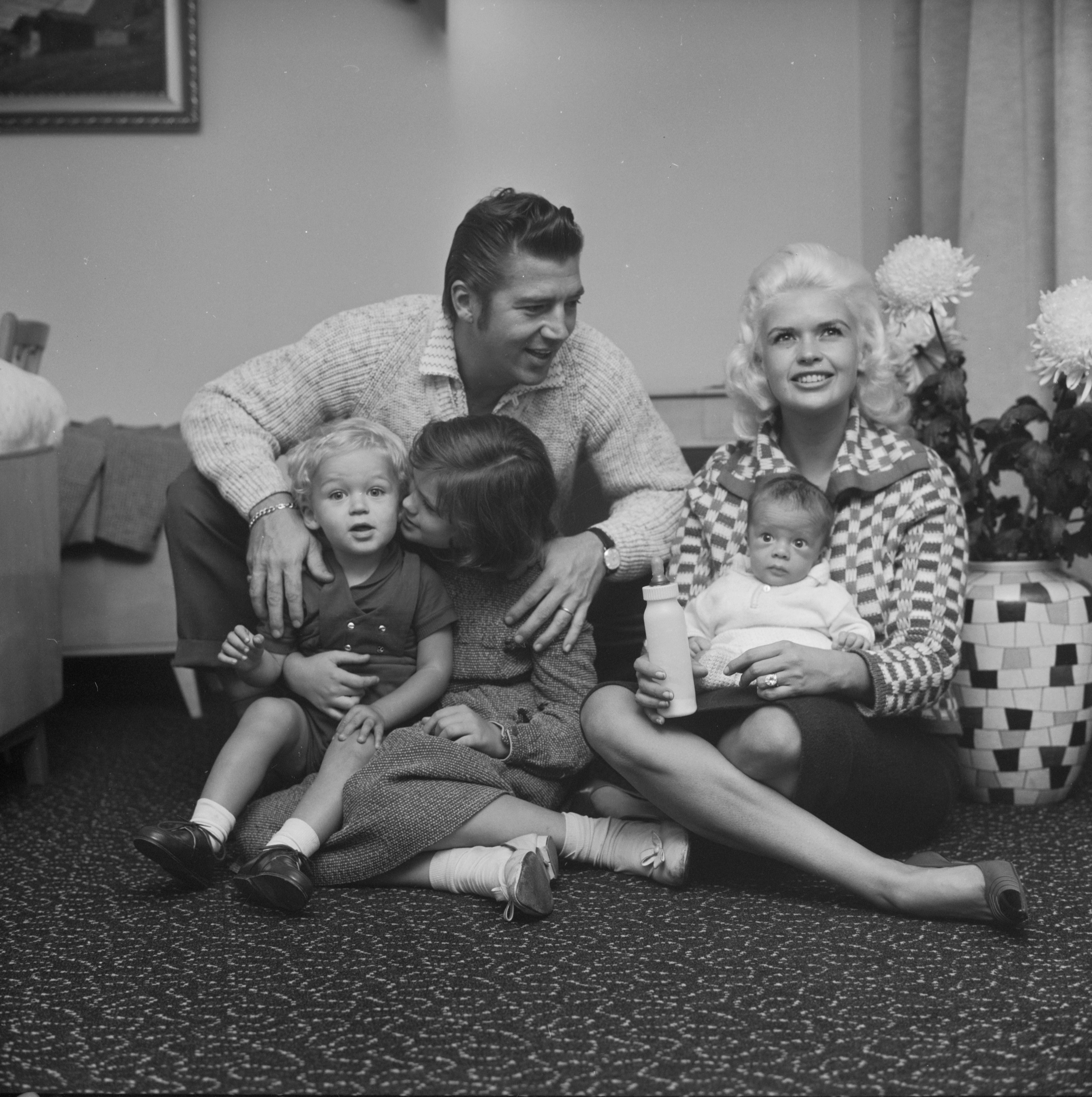
Hargitay mit Mansfield, deren Tochter und den zwei Söhnen (um 1960)

Während des Engagements bei Mae Wests Show lernte er Jayne Mansfield kennen, die er 1958 heiratete, und die ihm den Weg zu Fernsehen und Film ebnete. Der Ehe entsprangen die drei Kinder Mickey Jr. (* 1958), Zoltan (* 1960) und Mariska Hargitay (* 1964). Bereits 1963 hatte sich Mansfield von ihm getrennt, die Scheidung wurde aber erst im August 1964 rechtskräftig. Nach ihrem Tod im Juni 1967 und gerichtlichen Auseinandersetzungen um Alimentationszahlungen heiratete Hargitay im September desselben Jahres seine dritte Ehefrau Ellen Siano – die Ehe blieb kinderlos.

## Karriere
Bereits mit seiner ersten Frau war Hargitay in Nachtclubs aufgetreten. Nachdem er 1953 auf dem Cover des Strength and Health Magazine abgebildet worden war, verpflichtete ihn Mae West für ihre Bühnenshow. Dort fiel er Jayne Mansfield auf, mit der er 1957 für den Spielfilm Sirene in Blond vor der Kamera stand. 1959 moderierte er eine Fitness-Show im US-Fernsehen. Die Liebesnächte des Herkules (1960), Promises! Promises! (1963) und Primitive Liebe (1964) waren drei weitere Produktionen, in denen er neben Mansfield auftrat.
Nach der Trennung von dem Hollywood-Star drehte er zwar ausschließlich in Italien, konnte aber größtenteils Hauptrollen ergattern. Neben einem Sandalenfilm spielte er in etlichen Italowestern und einigen, eher kruden Horrorfilmen von zweifelhafter Qualität. Nach 1973 gab er die Schauspielerei auf und betätigte sich erfolgreich als Immobilienmakler und Bauunternehmer. Im Jahr 2003 trat er noch einmal vor die Kamera, für eine Folge der Fernsehserie Law & Order: Special Victims Unit, in der seine Tochter Mariska zur Stammbesetzung gehört.
Nach langer Krankheit starb Mickey Hargitay am 14. September 2006 in Los Angeles an einem Plasmozytom.

## Filmografie (Auswahl)
- 1957: Sirene in blond (Will Success Spoil Rock Hunter?)
- 1960: Die Liebesnächte des Herkules (Gli amori di Ercole)
- 1963: Promises! Promises!
- 1964: Die 6 Unbesiegbaren (La vendetta dei gladiatori)
- 1965: Kopfgeld für Ringo (Uno straniero a Sacramento)
- 1965: Scarletto – Schloß des Blutes (Il boia scarlatto)
- 1965: Primitive Liebe (L’amore primitivo)
- 1965: Lo sceriffo che non spara
- 1966: 3 Kugeln für Ringo (Tre colpi di Winchester per Ringo)
- 1967: Django – Kreuze im blutigen Sand (Cjamango)
- 1970: Giunse Ringo e… fu tempo di massacro
- 1971: Lady Frankenstein (La figlia di Frankenstein)
- 1972: Das Grauen kommt nachts (Delirio caldo)
- 1973: Riti, magie nere e segrete orge nel trecento
- 2003: Law & Order: Special Victims Unit (Fernsehserie, Folge 5x09)